# Elisa de Vilmorin
Elisa Bailly de Vilmorin  (firmaba Elisa de Vilmorin) (Paris, 3 de mayo de 1826 - Verrières-le-Buisson, 3 de agosto de 1868) fue una botánica, horticultora, y genetista francesa; era esposa del botánico Pierre Louis François Lévêque de Vilmorin, y también miembro de la firma comercial familiar de Vilmorin-Andrieux, se ocupó apasionadamente de la Biología y la Química, especializándose en la mejora y cultivo de plantas.

## Algunas publicaciones
- 1856. Note on the Creation of a New Race of Beetroot and Considerations on Heredity in Plants - Louis de Vilmorin

## Reconocimientos
- Primera mujer en ser miembro de la Société Botanique de France

## Eponimia
- (Agavaceae) Agave vilmoriniana A.Berger[1]
- (Asteraceae) Tithonia vilmoriniana Pamp.[2] (después Tithonia rotundifolia)
- (Cornaceae) Davidia vilmoriniana Dode[3]
- (Ericaceae) Erica vilmoriniana Hort. ex Carrière[4]
- (Fagaceae) Castanea vilmoriniana Dode[5]
- (Juglandaceae) Juglans × vilmoriniana Hort. Lavallee ex Vilm.[6]
- (Oleaceae) Phillyrea vilmoriniana Boiss. & Balansa ex Boiss.[7]
- (Primulaceae) Primula vilmoriniana Petitm. & Hand.-Mazz.[8]
- (Rosaceae) Chaenomeles × vilmoriniana C.Weber[9]
- (Saxifragaceae) Saxifraga vilmoriniana Engl. & Irmsch.[10]
- (Simaroubaceae) Ailanthus vilmoriniana Dode[11]
- (Violaceae) Viola vilmoriniana Delacour & Mottet[12]